# Куинта Брансън
Куинта Брансън (на английски: Quinta Brunson) е американска актриса, сценаристка и телевизионна продуцентка.
Родена е на 21 декември 1989 година във Филаделфия в афроамериканско семейство от средната класа, последователи на религиозното течение „Свидетели на Йехова“, от което тя по-късно се отказва. Учи в Университета „Темпъл“, но не се дипломира. Първоначално придобива известност с комедийните си видеоклипове, разпространявани от 2014 година в социалната мрежа „Инстаграм“. От 2018 година работи в телевизията, където има най-голям успех със своя авторски сериал „Начално училище „Абът“ (Abbott Elementary, от 2021), за който получава две награди „Еми“.